# Kristinn Steindórsson
Kristinn Steindórsson (Reykjavík, 29 aprile 1990) è un calciatore islandese, centrocampista del Breiðablik.

## Carriera

### Club
Cresciuto nel Breiðablik, esordisce nel 2007 proprio con la formazione islandese con cui conquista nel 2009 la coppa d'Islanda e nel 2010 il campionato islandese. Gioca inoltre due finali, perse, di coppa di lega islandese. Nella stagione del primo titolo della società di Kópavogur segna 12 reti. Nel 2015 milita nella MLS americana con il Columbus Crew, mentre l'anno successivo approda in Svezia al GIF Sundsvall, giocando due campionati di Allsvenskan. Nel 2018 fa ritorno in Islanda per militare nel FH Hafnarfjörður, quindi due anni dopo torna ad accasarsi al Breiðablik.

### Nazionale
Ha giocato nelle Nazionali Under-18, 19 e 21 dell'Islanda. Il 16 gennaio 2015 ha esordito con la Nazionale maggiore, segnando un gol nel 2-1 al Canada in un'amichevole giocata a Orlando. Pochi giorni dopo, il 31 gennaio, ha segnato nuovamente in amichevole, questa volta contro gli Stati Uniti.

## Palmarès

### Club

#### Competizioni nazionali
- Campionato islandese: 2

Breiðablik: 2010, 2024
- Coppa d'Islanda: 1

Breiðablik: 2009
- Coppa di Lega islandese: 1

Breiðablik: 2024